# Manifest (Amaranthe)
Manifest è il sesto album in studio del gruppo metal svedese Amaranthe, pubblicato il 2 ottobre 2020 tramite l'etichetta discografica Nuclear Blast.
Il disco ha guest appearances da parte di Noora Louhimo dei Battle Beast, Perttu Kivilaakso degli Apocalyptica, Elias Holmlid dei Dragonland e Heidi Shepherd dei Butcher Babies.
In un'intervista con HeadBangers Lifestyle, il chitarrista e tastierista Olof Mörck ha rivelato che la versione contenuta nel disco di Do or Die avrà solo la voce maschile di Nils Molin e la voce death di Henrik Englund Wilhemsson, mentre il singolo del brano, che apparirà nel CD come una bonus track, avrà solo la voce femminile di Elize Ryd e la voce death di Angela Gossow. L'assolo di chitarra di Jeff Loomis sarà presente in entrambe le versioni della canzone.

## Tracce
Tutti i brani sono scritti da Elize Ryd e Olof Mörck, a parte dove indicato.
1. Fearless – 3:31
2. Make It Better – 3:50
3. Scream My Name – 3:03
4. Viral – 3:01
5. Adrenaline – 3:09
6. Strong – 3:06
7. The Game – 3:01
8. Crystalline – 3:20
9. Archangel – 3:23
10. BOOM! – 4:13 (Ryd, Mörck e Henrik Englund Wilhemsson)
11. Wake Up and Die – 3:08
12. Do or Die – 3:28

Tracce bonus
1. 82nd All the Way (Cover dei Sabaton) – 3:21
2. Do or Die (Versione video) – 3:28
3. Adrenaline (Versione acustica) – 3:09
4. Crystalline (Versione orchestrale) – 3:20

## Formazione
- Elize Ryd - voce
- Nils Molin - voce
- Henrik Englund Wilhemsson - voce death
- Olof Mörck - chitarra, tastiere
- Johan Andreassen - basso
- Morten Løwe Sørensen - batteria

### Altri musicisti
- Noora Louhimo (Battle Beast) – voce nella traccia 6
- Perttu Kivilaakso (Apocalyptica) – violoncello nella traccia 8
- Elias Holmlid (Dragonland) – tastiere nella traccia 8
- Heidi Shepherd (Butcher Babies) – ospite nella traccia 10
- Jeff Loomis (Arch Enemy) – assolo di chitarra nelle tracce 12 e 14
- Angela Gossow (ex-Arch Enemy) - voce death nella traccia 14

### Produzione
- Jacob Hansen – produttore, ingegnere, missaggio, mastering
- Joonas Parkkonen – ingegnere
- Johan Carlén – fotografia
- Emmanuel Shiu – copertina dell'album

## Classifiche

### Classifiche settimanali
| Classifica (2020) | Posizione massima |
| ----------------- | ----------------- |
| Austria           | 17                |
| Belgio (Fiandre)  | 26                |
| Belgio (Vallonia) | 56                |
| Finlandia         | 4                 |
| Francia           | 152               |
| Germania          | 12                |
| Paesi Bassi       | 82                |
| Repubblica Ceca   | 40                |
| Spagna            | 55                |
| Svizzera          | 14                |
| Ungheria          | 34                |